# Ciclismo en los Juegos Paralímpicos de París 2024
El Ciclismo en los Juegos Paralímpicos de París 2024 es uno de los deportes que se lleva a cabo del 29 de agosto al 7 de septiembre en París, Francia.

## Participantes
- Actualizado a julio de 2024.[3]

- Argentina (4)
- Australia (9)
- Austria (6)
- Bélgica (7)
- Brasil (6)
- Canadá (7)
- Chile (1)
- China (8)
- Colombia (5)
- República Checa (4)
- Dinamarca (2)
- República Dominicana (1)
- Finlandia (1)
- Francia (15) (Anfitrión)
- Alemania (9)
- Ghana (1)
- Reino Unido (17)
- Grecia (1)
- Hungría (1)
- India (2)
- Indonesia (1)
- Irlanda (5)
- Israel (1)
- Italia (12)
- Japón (5)
- Kenia (1)
- Letonia (1)
- Malasia (3)
- México (1)
- Marruecos (1)
- Países Bajos (10)
- Nueva Zelanda (6)
- Noruega (3)
- Panamá (1)
- Perú (1)
- Polonia (5)
- Portugal (2)
- Rumania (2)
- Eslovaquia (2)
- Sudáfrica (1)
- Corea del Sur (2)
- España (7)
- Suecia (3)
- Suiza (7)
- Tailandia (4)
- Ucrania (2)
- Emiratos Árabes Unidos (1)
- Estados Unidos (13)
- Uzbekistán (2)
- Venezuela (1)

## Resultados

### Pista

#### Masculino
| Evento       | Oro                                                 | Plata                                          | Bronce                                                 |
| ------------ | --------------------------------------------------- | ---------------------------------------------- | ------------------------------------------------------ |
| Contrarreloj |                                                     |                                                |                                                        |
| B            | Reino Unido James Ball piloto: Steffan Lloyd        | Reino Unido Neil Fachie piloto: Matt Rotherham | Alemania · Thomas Ulbricht · piloto: Robert Förstemann |
| C1–3         | Li Zhangyu                                          | Liang Weicong                                  | Alexandre Léauté                                       |
| C4–5         | Korey Boddington                                    | Blaine Hunt                                    | Alfonso Cabello                                        |
| Persecución  |                                                     |                                                |                                                        |
| B            | Países Bajos · Tristan Bangma · piloto: Patrick Bos | Reino Unido Stephen Bate piloto: Chris Latham  | Italia · Lorenzo Bernard · piloto: Davide Plebani      |
| C1           | Li Zhangyu                                          | Liang Weicong                                  | Ricardo Ten Argilés                                    |
| C2           | Alexandre Léauté                                    | Ewoud Vromant                                  | Matthew Robertson                                      |
| C3           | Jaco van Gass                                       | Finlay Graham                                  | Alexandre Hayward                                      |
| C4           | Jozef Metelka                                       | Archie Atkinson                                | Gatien Le Rousseau                                     |
| C5           | Dorian Foulon                                       | Yehor Dementyev                                | Elouan Gardon                                          |

#### Femenino
| Evento       | Oro                                                 | Plata                                              | Bronce                                       |
| ------------ | --------------------------------------------------- | -------------------------------------------------- | -------------------------------------------- |
| Contrarreloj |                                                     |                                                    |                                              |
| B            | Reino Unido Elizabeth Jordan piloto: Dannielle Khan | Australia Jessica Gallagher piloto: Caitlin Ward   | Reino Unido Sophie Unwin piloto: Jenny Holl  |
| C1–3         | Amanda Reid                                         | Qian Wangwei                                       | Maike Hausberger                             |
| C4–5         | Caroline Groot                                      | Marie Patouillet                                   | Kate O'Brien                                 |
| Persecución  |                                                     |                                                    |                                              |
| B            | Reino Unido Sophie Unwin piloto: Jenny Holl         | Irlanda Katie-George Dunlevy piloto: Eve McCrystal | Reino Unido Lora Fachie piloto: Corrine Hall |
| C1–3         | Wang Xiaomei                                        | Daphne Schrager                                    | Flurina Rigling                              |
| C4           | Emily Petricola                                     | Anna Taylor                                        | Keely Shaw                                   |
| C5           | Marie Patouillet                                    | Heïdi Gaugain                                      | Nicole Murray                                |

#### Mixto
| Evento                   | Oro                                              | Plata                                                                     | Bronce                                                   |
| ------------------------ | ------------------------------------------------ | ------------------------------------------------------------------------- | -------------------------------------------------------- |
| Carrera por equipos C1–5 | Reino Unido Kadeena Cox Jaco van Gass Jody Cundy | España · Ricardo Ten Argilés · Pablo Jaramillo Gallardo · Alfonso Cabello | Australia Gordon Allan Alistair Donohoe Korey Boddington |

### Ruta

#### Masculino
| Evento       | Oro                                | Plata                                     | Bronce                                   |
| ------------ | ---------------------------------- | ----------------------------------------- | ---------------------------------------- |
| Carrera      |                                    |                                           |                                          |
| H1–2         | Florian Jouanny                    | Sergio Garrote Munoz                      | Luca Mazzone                             |
| H3           | Mathieu Bosredon                   | Johan Quaile                              | Mirko Testa                              |
| H4           | Jetze Plat                         | Thomas Fruehwirth                         | Rafal Wilk                               |
| H5           | Mitch Valize                       | Loïc Vergnaud                             | Pavlo Bal                                |
| C1–3         | Finlay Graham                      | Thomas Peyroton-Dartet                    | Alexandre Leaute                         |
| C4–5         | Yehor Dementyev                    | Kévin Le Cunff                            | Martin van de Pol                        |
| B            | Tristan Bangma Piloto: Patrick Bos | Vincent ter Schure Piloto: Timo Fransen   | Alexandre Lloveras Piloto: Yoann Paillot |
| T1–2         | Chen Jianxin                       | Dennis Connors                            | Juan José Betancourt Quiroga             |
| Contrarreloj |                                    |                                           |                                          |
| H1           | Fabrizio Cornegliani               | Maxime Hordies                            | Nicolas Pieter du Preez                  |
| H2           | Sergio Garrote Muñoz               | Luca Mazzone                              | Florian Jouanny                          |
| H3           | Mathieu Bosredon                   | Johan Quaile                              | Martino Pini                             |
| H4           | Jetze Plat                         | Thomas Fruehwirth                         | Jonas Van de Steene                      |
| H5           | Mitch Valize                       | Loïc Vergnaud                             | Luis Costa                               |
| C1           | Ricardo Ten Argilés                | Michael Teuber                            | Zbigniew Maciejewski                     |
| C2           | Alexandre Leaute                   | Ewoud Vromant                             | Darren Hicks                             |
| C3           | Thomas Peyroton-Dartet             | Eduardo Santas Asensio                    | Matthias Schindler                       |
| C4           | Kévin Le Cunff                     | Gatien Le Rousseau                        | Damian Ramos Sanchez                     |
| C5           | Daniel Abraham Gebru               | Alistair Donohoe                          | Dorian Foulon                            |
| B            | Tristan Bangma Piloto: Patrick Bos | Elie de Carvalho Piloto: Mickaël Guichard | Vincent ter Schure Piloto: Timo Fransen  |
| T1–2         | Chen Jianxin                       | Nathan Clement                            | Tim Celen                                |

#### Femenino
| Evento       | Oro                                      | Plata                                    | Bronce                           |
| ------------ | ---------------------------------------- | ---------------------------------------- | -------------------------------- |
| Carrera      |                                          |                                          |                                  |
| H1–4         | Lauren Parker                            | Jennette Jansen                          | Annika Zeyen-Giles               |
| H5           | Oksana Masters                           | Sun Bianbian                             | Ana Maria Vitelaru               |
| C1–3         | Keiko Sugiura                            | Flurina Rigling                          | Clara Brown                      |
| C4–5         | Sarah Storey                             | Heidi Gaugain                            | Paula Andrea Ossa Veloza         |
| B            | Sophie Unwin Piloto: Jenny Holl          | Katie-George Dunlevy Piloto: Linda Kelly | Lora Fachie Piloto: Corrine Hall |
| T1–2         | Emma Lund                                | Celine van Till                          | Marieke van Soest                |
| Contrarreloj |                                          |                                          |                                  |
| H1–3         | Katerina Brim                            | Lauren Parker                            | Annika Zeyen-Giles               |
| H4–5         | Oksana Masters                           | Chantal Haenen                           | Sun Bianbian                     |
| C1–3         | Maike Hausberger                         | Frances Brown                            | Anna Beck                        |
| C4           | Samantha Bosco                           | Meg Lemon                                | Franziska Matile-Dörig           |
| C5           | Sarah Storey                             | Heidi Gaugain                            | Alana Forster                    |
| B            | Katie-George Dunlevy Piloto: Linda Kelly | Sophie Unwin Piloto: Jenny Holl          | Lora Fachie Piloto: Corrine Hall |
| T1–2         | Marieke van Soest                        | Celine van Till                          | Emma Lund                        |

#### Mixo
| Evento                  | Oro                                                     | Plata                                                   | Bronce                                                    |
| ----------------------- | ------------------------------------------------------- | ------------------------------------------------------- | --------------------------------------------------------- |
| Relevo por equipos H1–5 | Francia Mathieu Bosredon Florian Jouanny Joseph Fritsch | Italia · Federico Mestroni · Luca Mazzone · Mirko Testa | Estados Unidos Travis Gaertner Katerina Brim Matt Tingley |